# Franz König
Franz König (3. kolovoza 1905. – 13. ožujka 2004.) bio je austrijski kardinal Katoličke Crkve. Bio je bečki nadbiskup od 1956. do 1985., a u naslov kardinala uzdignut je 1958. godine. Bio je posljednji živući kardinal kojeg je imenovao papa Ivan XXIII.
Godine 1998. blaženim je proglašen kardinal Alojzije Stepinac, s kojim se König sprijateljio tijekom studija u Rimu. Godinama ranije, König je doživio gotovo smrtonosnu prometnu nesreću dok je putovao na sprovod kardinala Stepinca.

## Počasti
Počasni je doktor Bečkog (1963.) i Salzburškog sveučilišta (1972.), a 1966. postao je član Američke akademije znanosti i umjetnosti. Počasnim građaninom Beča proglašen je 1968.
Dobitnik je četiriju državnih odlikovanja: austrijskog (1995.), poljskog (1998.), mađarskog (1999.) i slovačkog (2000.) 
Po njemu je 2005. imenovan trg Kardinal-König-Platz u Beču.